# 1711 en France
Chronologie de la France
- 1707
- 1708
- 1709
- 1710
- 1711
- 1712
- 1713
- 1714
- 1715

Cette page concerne l’année 1711 du calendrier grégorien.

## Événements
- 4 janvier, guerre de Succession d’Espagne : Philippe V d'Espagne entre dans Saragosse ; le 31, Gérone se rend au duc de Noailles[1]. « Charles III » perd peu à peu la Catalogne et l’Aragon, régions où il avait le plus de fidèles.

- 12 janvier : l’abbé Gautier est envoyé de Londres à Paris pour faire des négociations de paix indépendamment des Hollandais au nom du nouveau ministère tory britannique[2].

- 11 février : crue d’hiver et inondations du Rhône et de la Saône, qui atteignent leur maximum à Lyon du 20 au 26 février[3].
- 5 mars : la crue de la Seine atteint 7,77 mètres à Paris[4].
- 16 mars : découverte du pilier des Nautes dans les fondations de l’autel de la cathédrale Notre-Dame de Paris[5].
- 14 avril : mort du Dauphin, fils de Louis XIV. Son fils le duc de Bourgogne est déclaré Dauphin[6].
- 17 avril : décès de Joseph Ier, empereur romain germanique[1].

- 9 juin : René Duguay-Trouin quitte La Rochelle avec son escadre. Il prend Rio de Janeiro le 21 septembre et remporte un important butin (1 300 kg d’or)[7].
- 13 juillet : l’assemblée du clergé réunie à Versailles accorde au roi un « don gratuit » de 8 millions de livres[8].

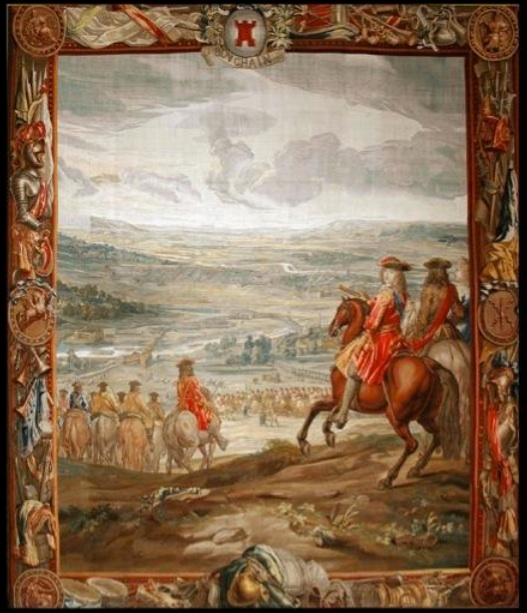
Siège de Bouchain. Tapisserie de Judocus de Vos.

- 12 septembre : prise de Bouchain, entre Cambrai et Valenciennes par Marlborough[9].

- 6 octobre : un tremblement de terre, dont l’épicentre est situé dans les environs de Loudun, en Poitou, touche le grand Ouest[10].
- 8 octobre : premiers pourparlers des préliminaires de paix entre Alliés et Bourbons à Londres[1]. La France reconnaît la succession royale en ligne protestante pour le Royaume-Uni, la coupure définitive entre les couronnes de France et d’Espagne, le maintien d’une solide barrière territoriale aux Pays-Bas du sud.
- 16 novembre :
  - le roi demande au pape Clément XI de stigmatiser Pasquier Quesnel et par ricochet Noailles, l’archevêque de Paris qui vient de frapper d’interdiction les confesseurs jésuites dans son diocèse[11].
  - arrêt autorisant la destruction de l’église de Port-Royal des Champs[12]. En novembre et décembre les cadavres exhumés du cimetière de l’abbaye sont jetés dans une fosse commune[13].
- Novembre : Fénelon et le duc de Chevreuse rédigent des Tables de Chaulnes ou Plans de gouvernement, proposés au duc de Bourgogne. Elles forment le projet d’une monarchie tempérée[6].

- 2 décembre : le roi de France confie à Jacques Cassard une escadre destinée au ravage des colonies anglaises, hollandaises et portugaises[14].